# Tetramethylblei
Tetramethylblei, mit der Konstitutionsformel Pb(CH3)4,  ist eine chemische Verbindung aus der Gruppe der bleiorganischen Verbindungen.

## Gewinnung und Darstellung
Tetramethylblei kann durch Reaktion von Blei(II)-chlorid mit Methylmagnesiumchlorid (welches selbst durch Reaktion von Magnesium mit Methylchlorid dargestellt wird) gewonnen werden.
{\displaystyle \mathrm {4\ Mg+4\ CH_{3}Cl\longrightarrow 4\ CH_{3}MgCl} }
{\displaystyle \mathrm {4\ CH_{3}MgCl+2\ PbCl_{2}\longrightarrow Pb(CH_{3})_{4}+Pb+4\ MgCl_{2}} }
Alternativ kann es durch Reaktion von Blei(II)-iodid mit Methyllithium und Methyliodid gewonnen werden.
{\displaystyle \mathrm {PbI_{2}+3\ CH_{3}Li+CH_{3}I\longrightarrow Pb(CH_{3})_{4}+3\ LiI} }
Technisch wurde Tetramethylblei vorwiegend durch Reaktion einer Blei-Natrium-Legierung mit Methylchlorid hergestellt.
{\displaystyle \mathrm {4\ PbNa+4\ CH_{3}Cl\longrightarrow Pb(CH_{3})_{4}+4\ NaCl+3\ Pb} }

## Eigenschaften
Tetramethylblei ist eine entzündliche, flüchtige, farblose, stark lichtbrechende Flüssigkeit mit süßlichem Geruch, welche sehr schwer löslich in Wasser ist. Sie zersetzt sich ab einer Temperatur über 90 °C explosionsartig, wobei unter anderem Bleirauch entsteht.

## Verwendung
Tetramethylblei wird dem Benzin für Ottomotoren (vor allem auch für Flugzeugmotoren) als Antiklopfmittel zugesetzt.

## Sicherheitshinweise
Die Dämpfe von Tetramethylblei können mit Luft ein explosionsfähiges Gemisch (Flammpunkt 38 °C) bilden.